# Benediktská
Benediktská ulice na Starém Městě v Praze spojuje ulice Rybná a Dlouhá. Patří mezi nejstarší staroměstské ulice, podobně jako Anenská, Havelská, Melantrichova atd.

## Historie a názvy
Původní název ulice byl "Za masnými krámy" podle krámů řezníků, kteří sídlili v nedaleké Masné ulici, od 13. století její jižní uliční čáru určovala zeď komendy Řádu Německých rytířů s kostelem sv. Benedikta a se hřbitovem. Současný název ulice dostala v roce 1792, kdy byl zbořen Kostel svatého Benedikta postavený ve 12. století a zůstal po něm jen název ulice.

## Budovy, firmy a instituce
- čp. 692/I kancelářský a obytný dům Benediktská 1/ Rybná 18 Policie České republiky, Místní oddělení Benediktská, také Obvodní ředitelství Policie pro Prahu 1
- čp. 685/I nárožní nájemní dům Benediktská 2/ Rybná 16, funkcinalistickou stavbu navrhl Ervín Katona; Old Prague hostel
- čp. 1060/I Benediktská 3, v přízemí a v suterénu sídlí Mamy Korean Restaurant
- čp. 691/I nájemní dům "U Straků" Benediktská 5, novorenesanční z let 1893–1895;[3] v přízemí prodejna šperků Stefany
- čp. 689/I nájemní a obchodní dům  Benediktská 8, funkcionalistická stavba z let 1928–1929, návrh Oldřich Tyl;[3] agentura Velryba.
- čp. 722/I dům U Benediktů, Benediktská 11: funkcionalistická stavba z let 1939–1940, projekt arch. Ladislav Šimek a Josef Šimůnek;[4] nyní Restaurant u Benedikta.
- čp. 1006/I obchodní a nájemní dům Benediktská 12/Revoluční 5, novostavba ve stylu moderního klasicismu z let 1936–1937, arch. Fritz Lehmann; původně sídlem pobočky všeobecné pojišťovací společnosti Viktoria z Berlína;[5] v přízemí nyní kavárna Café Bambus.
- čp. 1100/I nájemní dům Benediktská 13/Dlouhá 50, v přízemí sídlí cestovní kancelář Greece Tours.